# Station Delanggu
Delanggu is een spoorwegstation in de Indonesische provincie Midden-Java.

## Bestemmingen
- Senja Bengawan: naar Station Solo Jebres en Station Tanahabang
- Gaya Baru Malam Selatan: naar Station Surabaya Gubeng en Station Jakarta Kota
- Pasundan: naar Station Surabaya Gubeng en Station Kiaracondong
- Logawa: naar Station Purwokerto, Station Cilacap, en Station Jember
- Sri Tanjung: naar Station Lempuyangan en Station Banyuwangi Baru